# Živorotke
Živorotke (Poeciliidae), porodica riba iz reda Cyprinodontiformes kojoj pripada 44 roda s ukupno 353 vrste, koje žive i po slatkim, i slanim i bočatim vodama, ali tek je jedna vrsta pravi stanovnik morske vode, to je Poeciliopsis latidens (Garman, 1895.).
U prošlosti su živorotke uvezene u područja koja im inače nisu prirodno stanište, uglavnom kako bi kontrolirale populaciju komaraca. Međutim, zbog visoke stope razmnožavanja, pojedine su vrste postale invazivne, uništavajući razne životinjske vrste u područjima u koje su umjerno unesene.
Živorotke su već desetljećima na vrhu liste najpopularnijih akvarijskih riba. Za ovo su zaslužne živopisne boje i oblik repne peraje, kao i velike mogućnosti križanja.

## Razmnožavanje
Glavna i najprepoznatljivija odlika riba ove porodice je unutarnja oplodnja i viviparnost – sposobnost ženke da inkubira ikru u svom trbuhu, nakon čega se rađaju živi mladunci. Oplođenje ikre vrši se izravnim unošenjem spermija u organ ženke preko mužjakovog kopulacijskog organa gonopodija, čiji oblik ovisi o vrsti ribe. Oplođena ženka nosi ikru 20 – 60 dana, nakon čega slijedi porod. Jednom oplođena ženka prolazi kroz ciklus od 4-5 porođaja godišnje. Ovisno o starosti i općem zdravlju ženke, pri jednom porođaju na svijet može doći do 180 mladunaca. Odmah po dolasku na svijet mlađ pada na dno, a zatim brzo isplivavaju na površinu da bi svoj riblji mjehur napunili zrakom. Od tog trenutka mlađ živorotki je potpuno samostalna i odmah kreće u potragu za hranom, ali i zaklonom od majki sklonih kanibalizmu.

## Vrste
Prva opisana vrsta u ovoj porodici je Poecilia vivipara Bloch & Schneider, 1801 koja nastanjuje bočate vode od Venezuele do Argentine, a kako se hrani ličinkama komaraca ponekad se koristi za njihov nadzor u ribnjacima i akumulacijama. Ova spomenuta vrsta koja maksimalno naraste 4 centimetra uvezena je i na otoke Martinik i Portoriko
Njihova je duljina obično su manja od 18 centimetara.
1. Alfaro cultratus (Regan, 1908)
2. Alfaro huberi (Fowler, 1923)
3. Aplocheilichthys antinorii (Vinciguerra, 1883)
4. Aplocheilichthys atripinna (Pfeffer, 1896)
5. Aplocheilichthys brichardi (Poll, 1971)
6. Aplocheilichthys bukobanus (Ahl, 1924)
7. Aplocheilichthys centralis Seegers, 1996
8. Aplocheilichthys fuelleborni Ahl, 1924
9. Aplocheilichthys hutereaui (Boulenger, 1913)
10. Aplocheilichthys jeanneli (Pellegrin, 1935)
11. Aplocheilichthys johnstoni (Günther, 1894)
12. Aplocheilichthys katangae (Boulenger, 1912)
13. Aplocheilichthys kingii (Boulenger, 1913)
14. Aplocheilichthys kongoranensis (Ahl, 1924)
15. Aplocheilichthys lacustris Seegers, 1984
16. Aplocheilichthys lualabaensis (Poll, 1938)
17. Aplocheilichthys macrurus (Boulenger, 1904)
18. Aplocheilichthys mahagiensis David & Poll, 1937
19. Aplocheilichthys meyburghi Meinken, 1971
20. Aplocheilichthys moeruensis (Boulenger, 1914)
21. Aplocheilichthys myaposae (Boulenger, 1908)
22. Aplocheilichthys myersi Poll, 1952
23. Aplocheilichthys pumilus (Boulenger, 1906)
24. Aplocheilichthys rudolfianus (Worthington, 1932)
25. Aplocheilichthys spilauchen (Duméril, 1861)
26. Aplocheilichthys vitschumbaensis Ahl, 1924
27. Belonesox belizanus Kner, 1860
28. Brachyrhaphis cascajalensis (Meek & Hildebrand, 1913)
29. Brachyrhaphis episcopi (Steindachner, 1878)
30. Brachyrhaphis hartwegi Rosen & Bailey, 1963
31. Brachyrhaphis hessfeldi Meyer & Etzel, 2001
32. Brachyrhaphis holdridgei Bussing, 1967
33. Brachyrhaphis olomina (Meek, 1914)
34. Brachyrhaphis parismina (Meek, 1912)
35. Brachyrhaphis punctifer (Hubbs, 1926)
36. Brachyrhaphis rhabdophora (Regan, 1908)
37. Brachyrhaphis roseni Bussing, 1988
38. Brachyrhaphis roswithae Meyer & Etzel, 1998
39. Brachyrhaphis terrabensis (Regan, 1907)
40. Carlhubbsia kidderi (Hubbs, 1936)
41. Carlhubbsia stuarti Rosen & Bailey, 1959
42. Cnesterodon brevirostratus Rosa & Costa, 1993
43. Cnesterodon carnegiei Haseman, 1911
44. Cnesterodon decemmaculatus (Jenyns, 1842)
45. Cnesterodon holopteros Lucinda, Litz & Recuero, 2006
46. Cnesterodon hypselurus Lucinda & Garavello, 2001
47. Cnesterodon iguape Lucinda, 2005
48. Cnesterodon omorgmatos Lucinda & Garavello, 2001
49. Cnesterodon pirai Aguilera, Mirande & Azpelicueta, 2009
50. Cnesterodon raddai Meyer & Etzel, 2001
51. Cnesterodon septentrionalis Rosa & Costa, 1993
52. Fluviphylax obscurus Costa, 1996
53. Fluviphylax palikur Costa & Le Bail, 1999
54. Fluviphylax pygmaeus (Myers & Carvalho, 1955)
55. Fluviphylax simplex Costa, 1996
56. Fluviphylax zonatus Costa, 1996
57. Gambusia affinis (Baird & Girard, 1853)
58. Gambusia alvarezi Hubbs & Springer, 1957
59. Gambusia amistadensis Peden, 1973
60. Gambusia atrora Rosen & Bailey, 1963
61. Gambusia aurata Miller & Minckley, 1970
62. Gambusia baracoana Rivas, 1944
63. Gambusia beebei Myers, 1935
64. Gambusia bucheri 	Rivas, 1944
65. Gambusia clarkhubbsi Garrett & Edwards, 2003
66. Gambusia dominicensis Regan, 1913
67. Gambusia echeagarayi (Álvarez, 1952)
68. Gambusia eurystoma Miller, 1975
69. Gambusia gaigei 	Hubbs, 1929
70. Gambusia geiseri Hubbs & Hubbs, 1957
71. Gambusia georgei 	Hubbs & Peden, 1969
72. Gambusia heterochir Hubbs, 1957
73. Gambusia hispaniolae Fink, 1971
74. Gambusia holbrooki Girard, 1859
75. Gambusia hurtadoi Hubbs & Springer, 1957
76. Gambusia krumholzi Minckley, 1963
77. Gambusia lemaitrei Fowler, 1950
78. Gambusia longispinis Minckley, 1962
79. Gambusia luma Rosen & Bailey, 1963
80. Gambusia manni Hubbs, 1927
81. Gambusia marshi Minckley & Craddock, 1962
82. Gambusia melapleura (Gosse, 1851)
83. Gambusia monticola Rivas, 1971
84. Gambusia myersi Ahl, 1925
85. Gambusia nicaraguensis Günther, 1866
86. Gambusia nobilis (Baird & Girard, 1853)
87. Gambusia panuco Hubbs, 1926
88. Gambusia pseudopunctata Rivas, 1969
89. Gambusia punctata Poey, 1854
90. Gambusia puncticulata Poey, 1854
91. Gambusia quadruncus Langerhans, 2012
92. Gambusia regani Hubbs, 1926
93. Gambusia rhizophorae Rivas, 1969
94. Gambusia senilis 	Girard, 1859
95. Gambusia sexradiata Hubbs, 1936
96. Gambusia speciosa Girard, 1859
97. Gambusia vittata Hubbs, 1926
98. Gambusia wrayi Regan, 1913
99. Gambusia xanthosoma Greenfield, 1983
100. Gambusia yucatana Regan, 1914
101. Gambusia zarskei Meyer, Schories & Schartl, 2010
102. Girardinus creolus Garman, 1895
103. Girardinus cubensis (Eigenmann, 1903)
104. Girardinus denticulatus 	Garman, 1895
105. Girardinus falcatus (Eigenmann, 1903)
106. Girardinus metallicus Poey, 1854
107. Girardinus microdactylus Rivas, 1944
108. Girardinus uninotatus Poey, 1860
109. Heterandria anzuetoi Rosen & Bailey, 1979
110. Heterandria attenuata Rosen & Bailey, 1979
111. Heterandria bimaculata (Heckel, 1848)
112. Heterandria cataractae Rosen, 1979
113. Heterandria dirempta Rosen, 1979
114. Heterandria formosa Girard, 1859
115. Heterandria jonesii (Günther, 1874)
116. Heterandria litoperas Rosen & Bailey, 1979
117. Heterandria tuxtlaensis McEachran & Dewitt, 2008
118. Heterophallus milleri Radda, 1987
119. Heterophallus rachovii 	Regan, 1914
120. Hylopanchax leki van der Zee, Sonnenberg & Schliewen, 2013
121. Hylopanchax moke van der Zee, Sonnenberg & Schliewen, 2013
122. Hylopanchax ndeko van der Zee, Sonnenberg & Schliewen, 2013
123. Hylopanchax silvestris (Poll & Lambert, 1958)
124. Hylopanchax stictopleuron 	(Fowler, 1949)
125. Hypsopanchax catenatus 	Radda, 1981
126. Hypsopanchax deprimozi (Pellegrin, 1928)
127. Hypsopanchax jobaerti Poll & Lambert, 1965
128. Hypsopanchax jubbi Poll & Lambert, 1965
129. Hypsopanchax platysternus (Nichols & Griscom, 1917)
130. Hypsopanchax zebra (Pellegrin, 1929)
131. Lacustricola maculatus (Klausewitz, 1957)
132. Lacustricola matthesi (Seegers, 1996)
133. Lacustricola mediolateralis (Poll, 1967)
134. Lacustricola nigrolateralis (Poll, 1967)
135. Lacustricola omoculatus (Wildekamp, 1977)
136. Lacustricola usanguensis 	(Wildekamp, 1977)
137. Lamprichthys tanganicanus (Boulenger, 1898)
138. Limia caymanensis Rivas & Fink, 1970
139. Limia dominicensis (Valenciennes, 1846)
140. Limia fuscomaculata Rivas, 1980
141. Limia garnieri Rivas, 1980
142. Limia grossidens 	Rivas, 1980
143. Limia heterandria Regan, 1913
144. Limia immaculata Rivas, 1980
145. Limia melanogaster (Günther, 1866)
146. Limia melanonotata Nichols & Myers, 1923
147. Limia miragoanensis Rivas, 1980
148. Limia nigrofasciata Regan, 1913
149. Limia ornata Regan, 1913
150. Limia pauciradiata Rivas, 1980
151. Limia perugiae (Evermann & Clark, 1906)
152. Limia rivasi Franz & Burgess, 1983
153. Limia sulphurophila 	Rivas, 1980
154. Limia tridens (Hilgendorf, 1889)
155. Limia versicolor 	(Günther, 1866)
156. Limia vittata (Guichenot, 1853)
157. Limia yaguajali 	Rivas, 1980
158. Limia zonata (Nichols, 1915)
159. Micropanchax bracheti (Berkenkamp, 1983)
160. Micropanchax camerunensis (Radda, 1971)
161. Micropanchax ehrichi (Berkenkamp & Etzel, 1994)
162. Micropanchax keilhacki (Ahl, 1928)
163. Micropanchax loati (Boulenger, 1901)
164. Micropanchax macrophthalmus (Meinken, 1932)
165. Micropanchax pelagicus 	(Worthington, 1932)
166. Micropanchax pfaffi (Daget, 1954)
167. Micropanchax scheeli (Roman, 1971)
168. Micropoecilia bifurca (Eigenmann, 1909)
169. Micropoecilia branneri 	(Eigenmann, 1894)
170. Micropoecilia minima (Costa & Sarraf, 1997)
171. Micropoecilia picta (Regan, 1913)
172. Neoheterandria cana (Meek & Hildebrand, 1913)
173. Neoheterandria elegans Henn, 1916
174. Neoheterandria tridentiger (Garman, 1895)
175. Pamphorichthys araguaiensis Costa, 1991
176. Pamphorichthys hasemani 	(Henn, 1916)
177. Pamphorichthys hollandi (Henn, 1916)
178. Pamphorichthys minor (Garman, 1895)
179. Pamphorichthys pertapeh 	Figueiredo, 2008
180. Pamphorichthys scalpridens (Garman, 1895)
181. Pantanodon madagascariensis (Arnoult, 1963)
182. Pantanodon stuhlmanni (Ahl, 1924)
183. Phallichthys amates (Miller, 1907)
184. Phallichthys fairweatheri Rosen & Bailey, 1959
185. Phallichthys quadripunctatus 	Bussing, 1979
186. Phallichthys tico Bussing, 1963
187. Phalloceros alessandrae Lucinda, 2008
188. Phalloceros anisophallos Lucinda, 2008
189. Phalloceros aspilos Lucinda, 2008
190. Phalloceros buckupi Lucinda, 2008
191. Phalloceros caudimaculatus (Hensel, 1868)
192. Phalloceros elachistos Lucinda, 2008
193. Phalloceros enneaktinos Lucinda, 2008
194. Phalloceros harpagos Lucinda, 2008
195. Phalloceros heptaktinos Lucinda, 2008
196. Phalloceros leptokeras Lucinda, 2008
197. Phalloceros leticiae Lucinda, 2008
198. Phalloceros lucenorum Lucinda, 2008
199. Phalloceros malabarbai 	Lucinda, 2008
200. Phalloceros megapolos Lucinda, 2008
201. Phalloceros mikrommatos 	Lucinda, 2008
202. Phalloceros ocellatus Lucinda, 2008
203. Phalloceros pellos Lucinda, 2008
204. Phalloceros reisi Lucinda, 2008
205. Phalloceros spiloura Lucinda, 2008
206. Phalloceros titthos Lucinda, 2008
207. Phalloceros tupinamba Lucinda, 2008
208. Phalloceros uai 	Lucinda, 2008
209. Phalloptychus eigenmanni Henn, 1916
210. Phalloptychus januarius (Hensel, 1868)
211. Phallotorynus dispilos Lucinda, Rosa & Reis, 2005
212. Phallotorynus fasciolatus Henn, 1916
213. Phallotorynus jucundus Ihering, 1930
214. Phallotorynus pankalos Lucinda, Rosa & Reis, 2005
215. Phallotorynus psittakos Lucinda, Rosa & Reis, 2005
216. Phallotorynus victoriae 	Oliveros, 1983
217. Plataplochilus cabindae (Boulenger, 1911)
218. Plataplochilus chalcopyrus Lambert, 1963
219. Plataplochilus loemensis (Pellegrin, 1924)
220. Plataplochilus miltotaenia 	Lambert, 1963
221. Plataplochilus mimus Lambert, 1967
222. Plataplochilus ngaensis (Ahl, 1924)
223. Plataplochilus pulcher Lambert, 1967
224. Plataplochilus terveri 	(Huber, 1981)
225. Platypanchax modestus (Pappenheim, 1914)
226. Poecilia boesemani Poeser, 2003
227. Poecilia butleri 	Jordan, 1889
228. Poecilia catemaconis Miller, 1975
229. Poecilia caucana 	(Steindachner, 1880)
230. Poecilia caudofasciata (Regan, 1913)
231. Poecilia chica Miller, 1975
232. Poecilia dauli Meyer & Radda, 2000
233. Poecilia dominicensis (Evermann & Clark, 1906)
234. Poecilia elegans 	(Trewavas, 1948)
235. Poecilia formosa (Girard, 1859)
236. Poecilia gillii (Kner, 1863)
237. Poecilia hispaniolana 	Rivas, 1978
238. Poecilia hondurensis 	Poeser, 2011
239. Poecilia kempkesi Poeser, 2013
240. Poecilia koperi Poeser, 2003
241. Poecilia kykesis 	Poeser, 2002
242. Poecilia latipinna (Lesueur, 1821)
243. Poecilia latipunctata 	Meek, 1904
244. Poecilia marcellinoi Poeser, 1995
245. Poecilia maylandi Meyer, 1983
246. Poecilia mechthildae Meyer, Etzel & Bork, 2002
247. Poecilia mexicana Steindachner, 1863
248. Poecilia nicholsi (Myers, 1931)
249. Poecilia obscura Schories, Meyer & Schartl, 2009
250. Poecilia orri Fowler, 1943
251. Poecilia parae Eigenmann, 1894
252. Poecilia petenensis Günther, 1866
253. Poecilia reticulata Peters, 1859
254. Poecilia rositae 	Meyer, Schneider, Radda, Wilde & Schartl, 2004
255. Poecilia salvatoris Regan, 1907
256. Poecilia sarrafae Bragança & Costa, 2011
257. Poecilia sphenops Valenciennes, 1846
258. Poecilia sulphuraria (Álvarez, 1948)
259. Poecilia teresae Greenfield, 1990
260. Poecilia vandepolli Van Lidth de Jeude, 1887
261. Poecilia velifera (Regan, 1914)
262. Poecilia vivipara Bloch & Schneider, 1801
263. Poecilia waiapi 	Bragança, Costa & Gama, 2012
264. Poecilia wandae Poeser, 2003
265. Poecilia wingei Poeser, Kempkes & Isbrücker, 2005
266. Poeciliopsis baenschi Meyer, Radda, Riehl & Feichtinger, 1986
267. Poeciliopsis balsas Hubbs, 1926
268. Poeciliopsis catemaco Miller, 1975
269. Poeciliopsis elongata (Günther, 1866)
270. Poeciliopsis fasciata 	(Meek, 1904)
271. Poeciliopsis gracilis (Heckel, 1848)
272. Poeciliopsis hnilickai 	Meyer & Vogel, 1981
273. Poeciliopsis infans (Woolman, 1894)
274. Poeciliopsis latidens (Garman, 1895)
275. Poeciliopsis lucida Miller, 1960
276. Poeciliopsis lutzi (Meek, 1902)
277. Poeciliopsis monacha Miller, 1960
278. Poeciliopsis occidentalis (Baird & Girard, 1853)
279. Poeciliopsis paucimaculata Bussing, 1967
280. Poeciliopsis pleurospilus (Günther, 1866)
281. Poeciliopsis presidionis (Jordan & Culver, 1895)
282. Poeciliopsis prolifica 	Miller, 1960
283. Poeciliopsis retropinna (Regan, 1908)
284. Poeciliopsis santaelena Bussing, 2008
285. Poeciliopsis scarlli 	Meyer, Riehl, Dawes & Dibble, 1985
286. Poeciliopsis sonoriensis (Girard, 1859)
287. Poeciliopsis turneri Miller, 1975
288. Poeciliopsis turrubarensis (Meek, 1912)
289. Poeciliopsis viriosa Miller, 1960
290. Poropanchax hannerzi (Scheel, 1968)
291. Poropanchax luxophthalmus (Brüning, 1929)
292. Poropanchax normani (Ahl, 1928)
293. Poropanchax rancureli (Daget, 1965)
294. Poropanchax stigmatopygus Wildekamp & Malumbres, 2004
295. Priapella bonita 	(Meek, 1904)
296. Priapella chamulae Schartl, Meyer & Wilde, 2006
297. Priapella compressa Álvarez, 1948
298. Priapella intermedia Álvarez & Carranza, 1952
299. Priapella lacandonae Meyer, Schories & Schartl, 2011
300. Priapella olmecae Meyer & Espinosa Pérez, 1990
301. Priapichthys annectens (Regan, 1907)
302. Priapichthys caliensis (Eigenmann & Henn, 1916)
303. Priapichthys chocoensis (Henn, 1916)
304. Priapichthys darienensis 	(Meek & Hildebrand, 1913)
305. Priapichthys nigroventralis (Eigenmann & Henn, 1912)
306. Priapichthys panamensis Meek & Hildebrand, 1916
307. Priapichthys puetzi Meyer & Etzel, 1996
308. Procatopus aberrans Ahl, 1927
309. Procatopus nototaenia Boulenger, 1904
310. Procatopus similis Ahl, 1927
311. Procatopus websteri Huber, 2007
312. Pseudopoecilia austrocolumbiana 	Radda, 1987
313. Pseudopoecilia festae (Boulenger, 1898)
314. Pseudopoecilia fria (Eigenmann & Henn, 1914)
315. Pseudoxiphophorus obliquus (Rosen, 1979)
316. Quintana atrizona Hubbs, 1934
317. Rhexipanchax kabae (Daget, 1962)
318. Rhexipanchax lamberti (Daget, 1962)
319. Rhexipanchax nimbaensis (Daget, 1948)
320. Rhexipanchax schioetzi (Scheel, 1968)
321. Scolichthys greenwayi Rosen, 1967
322. Scolichthys iota Rosen, 1967
323. Tomeurus gracilis Eigenmann, 1909
324. Xenodexia ctenolepis Hubbs, 1950
325. Xenophallus umbratilis (Meek, 1912)
326. Xiphophorus alvarezi Rosen, 1960
327. Xiphophorus andersi Meyer & Schartl, 1980
328. Xiphophorus birchmanni Lechner & Radda, 1987
329. Xiphophorus clemenciae Álvarez, 1959
330. Xiphophorus continens Rauchenberger, Kallman & Morizot, 1990
331. Xiphophorus cortezi Rosen, 1960
332. Xiphophorus couchianus (Girard, 1859)
333. Xiphophorus evelynae Rosen, 1960
334. Xiphophorus gordoni Miller & Minckley, 1963
335. Xiphophorus hellerii Heckel, 1848
336. Xiphophorus kallmani Meyer & Schartl, 2003
337. Xiphophorus kosszanderi Meyer & Wischnath, 1981
338. Xiphophorus maculatus (Günther, 1866)
339. Xiphophorus malinche Rauchenberger, Kallman & Morizot, 1990
340. Xiphophorus mayae Meyer & Schartl, 2002
341. Xiphophorus meyeri Schartl & Schröder, 1988
342. Xiphophorus milleri Rosen, 1960
343. Xiphophorus mixei Kallman, Walter, Morizot & Kazianis, 2004
344. Xiphophorus montezumae Jordan & Snyder, 1899
345. Xiphophorus monticolus Kallman, Walter, Morizot & Kazianis, 2004
346. Xiphophorus multilineatus Rauchenberger, Kallman & Morizot, 1990
347. Xiphophorus nezahualcoyotl Rauchenberger, Kallman & Morizot, 1990
348. Xiphophorus nigrensis Rosen, 1960
349. Xiphophorus pygmaeus Hubbs & Gordon, 1943
350. Xiphophorus roseni Meyer & Wischnath, 1981
351. Xiphophorus signum Rosen & Kallman, 1969
352. Xiphophorus variatus (Meek, 1904)
353. Xiphophorus xiphidium (Gordon, 1932)